# Rafał Rostecki
Rafał Klaudiusz Rostecki (ur. 1975) – polski polityk i urzędnik samorządowy, z wykształcenia prawnik, w latach 2006–2007 wicewojewoda małopolski.

## Życiorys
Absolwent I Liceum Ogólnokształcącego im. Juliusza Słowackiego w Przemyślu. Ukończył magisterskie studia prawnicze i podyplomowe z prawa ochrony środowiska na Wydziale Prawa i Administracji Uniwersytetu Jagiellońskiego. W latach 2009–2012 kierował małopolskim zarządem okręgowym Polskiego Czerwonego Krzyża. Należał też do Narodowej Rady Ekologicznej dwóch kadencji.
Zaangażował się w działalność polityczną w ramach Prawa i Sprawiedliwości (później jednak nie należał do partii). Od 2002 do 2006 kierował biurem poselskim Zbigniewa Wassermanna. 13 stycznia 2006 powołano go na stanowisko drugiego wicewojewody małopolskiego, funkcję sprawował do grudnia 2007. W tym samym roku bez powodzenia kandydował do Sejmu (otrzymał 341 głosów). Później został szefem Wojewódzkiego Inspektoratu Ochrony Środowiska i od 2012 Regionalnej Dyrekcji Ochrony Środowiska w Krakowie.
W 2006 odznaczony Medalem „Za zasługi dla obronności kraju” (co spotkało się z krytyką medialną, m.in. z powodu, że wniosek o nagrodzenie wysłał wojewoda Witold Kochan).

## Życie prywatne
Żonaty, ma dwóch synów.